# Мир Таки Мир
Мир Таки Мир (урду میر تقی میر‎), собственно Мухаммад Таки (февраль 1723 года, Агра — 20 сентября 1810 года, Лакхнау) — индийский поэт, писавший на языке урду. Считается крупнейшим поэтом на урду XVIII века, одним из «четырех столпов» поэзии урду (наряду с Мирзой Рафи Саудой (англ.), Миром Дардом и Мазхаром (англ.)).
Родился в Агре, но в возрасте 11 лет после смерти отца переселился в Дели, где завершил образование и начал писать стихи, некоторые время входил в круг придворных поэтов Империи Моголов. Принадлежа по рождению к мусульманской знати, изведал нищету, пережил несчастную любовь к замужней женщине, имени которой история не сохранила. Мир Таки Мир находился под большим воздействием суфийских идей, вёл образ жизни дервиша, демонстративно отвергавшего традиционные представления об иерархии и милость власть имущих. После разорительных набегов Надир-шаха и Ахмад-Шаха на Дели поэт оставил город, который считал родным, и поселился в Лакхнау, где пользовался покровительством наваба Асафуддоулы; там же и умер.
Поэзии Мира Таки Мира свойствен драматизм, меланхоличность, рассуждения о бренности бытия и «испорченности» времени.
Мир Таки Мир уже при жизни считался одним из крупнейших поэтов Индии. Он создал шесть диванов (сборников стихотворений) на урду, несколько касыд, марсий, свыше двадцати любовных поэм (маснави) и антологию (тазкира) стихов поэтов урду.
При этом его излюбленной формой была газель, во владении которой он достиг такого совершенства, что был прозван «шахом газели». Лирика Мира Таки Мира соединяет в себе мотивы суфийской мистической поэзии, персидскую лирическую традицию и ярко выраженные автобиографические черты (в частности, он писал о своей ностальгии по разрушенному набегами Дели, критиковал уклад жизни в Лакхнау).
В творчестве Мира Таки Мира газель урду стала жанром, максимально выражающим творческую индивидуальность поэта. Эта тенденция достигла своего максимального расцвета в творчестве Мирзы Галиба.
В 2016 году вышел пакистанский биографический фильм о поэте.